# Gem (Kansas)
Gem is een plaats (city) in de Amerikaanse staat Kansas, en valt bestuurlijk gezien onder Thomas County.

## Demografie
Bij de volkstelling in 2000 werd het aantal inwoners vastgesteld op 96.
In 2006 is het aantal inwoners door het United States Census Bureau geschat op 90, een daling van 6 (-6,3%).

## Geografie
Volgens het United States Census Bureau beslaat de plaats een oppervlakte van
0,8 km², geheel bestaande uit land. Gem ligt op ongeveer 943 m boven zeeniveau.

## Plaatsen in de nabije omgeving
De onderstaande figuur toont nabijgelegen plaatsen in een straal van 36 km rond Gem.